# Gornje Leskovice
Gornje Leskovice (Servisch cyrillisch Горње Лесковице) is een plaats in de Servische gemeente Valjevo. De plaats telt 463 inwoners (2002).

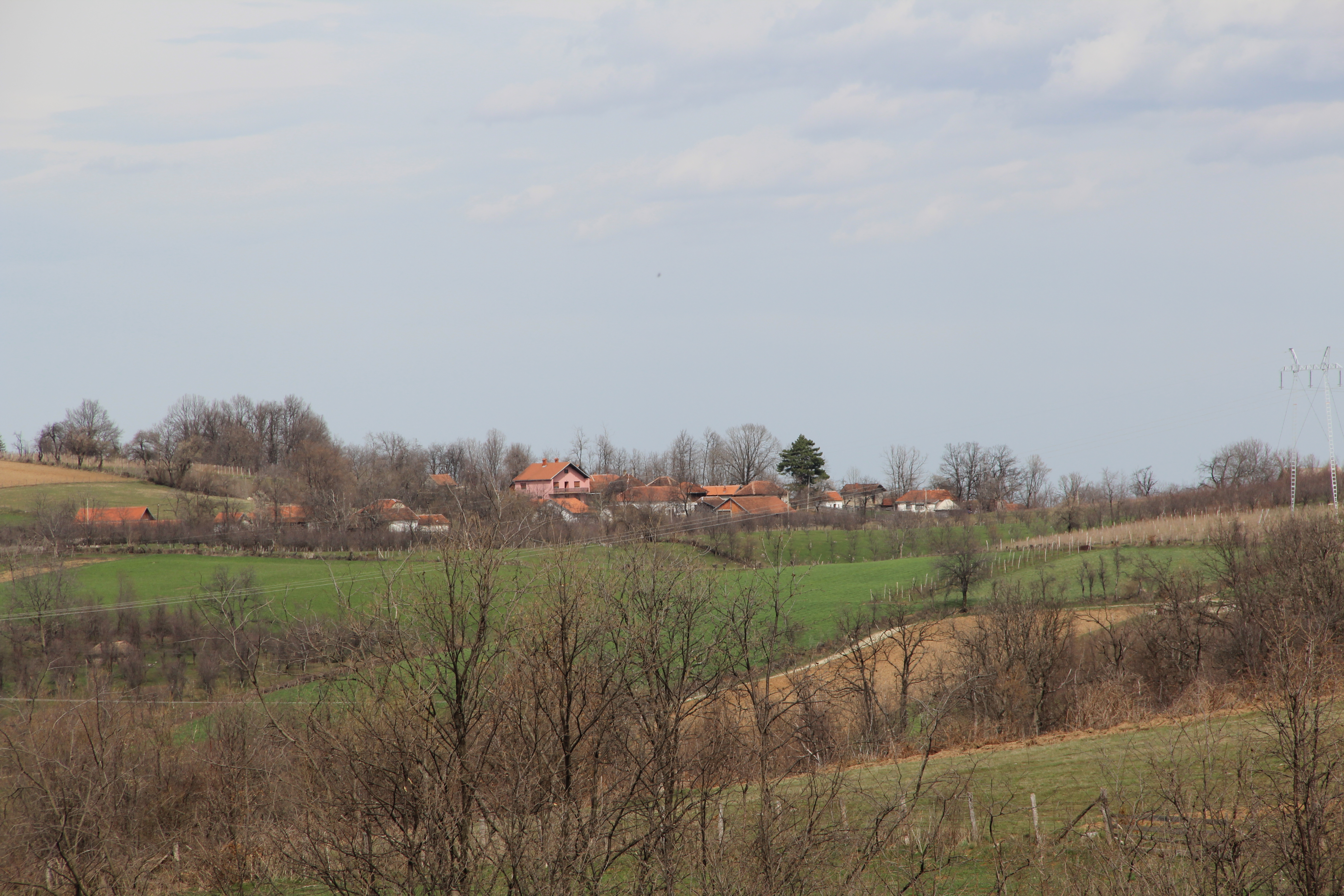
Gornje Leskovice - Panorama
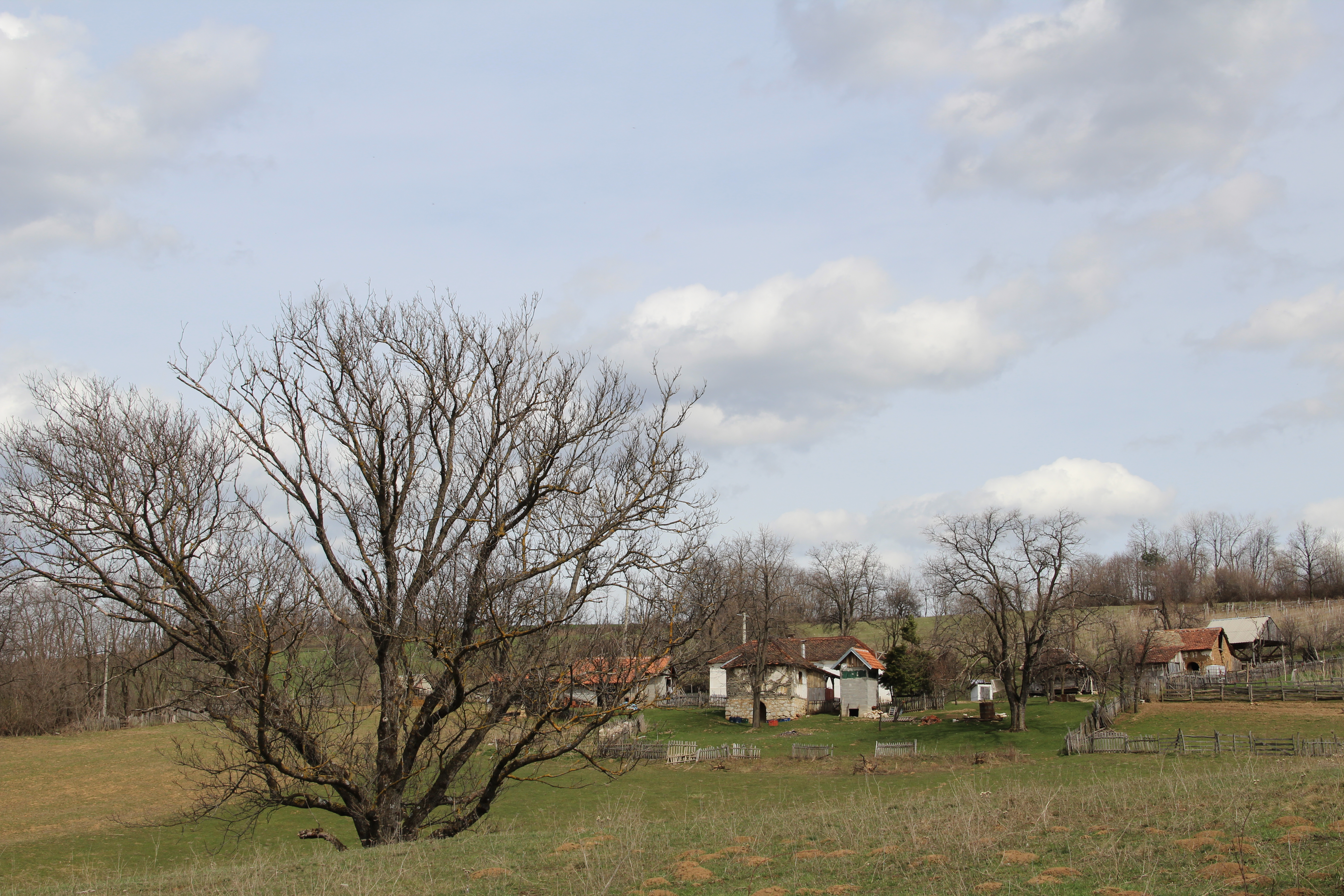
Gornje Leskovice - Panorama
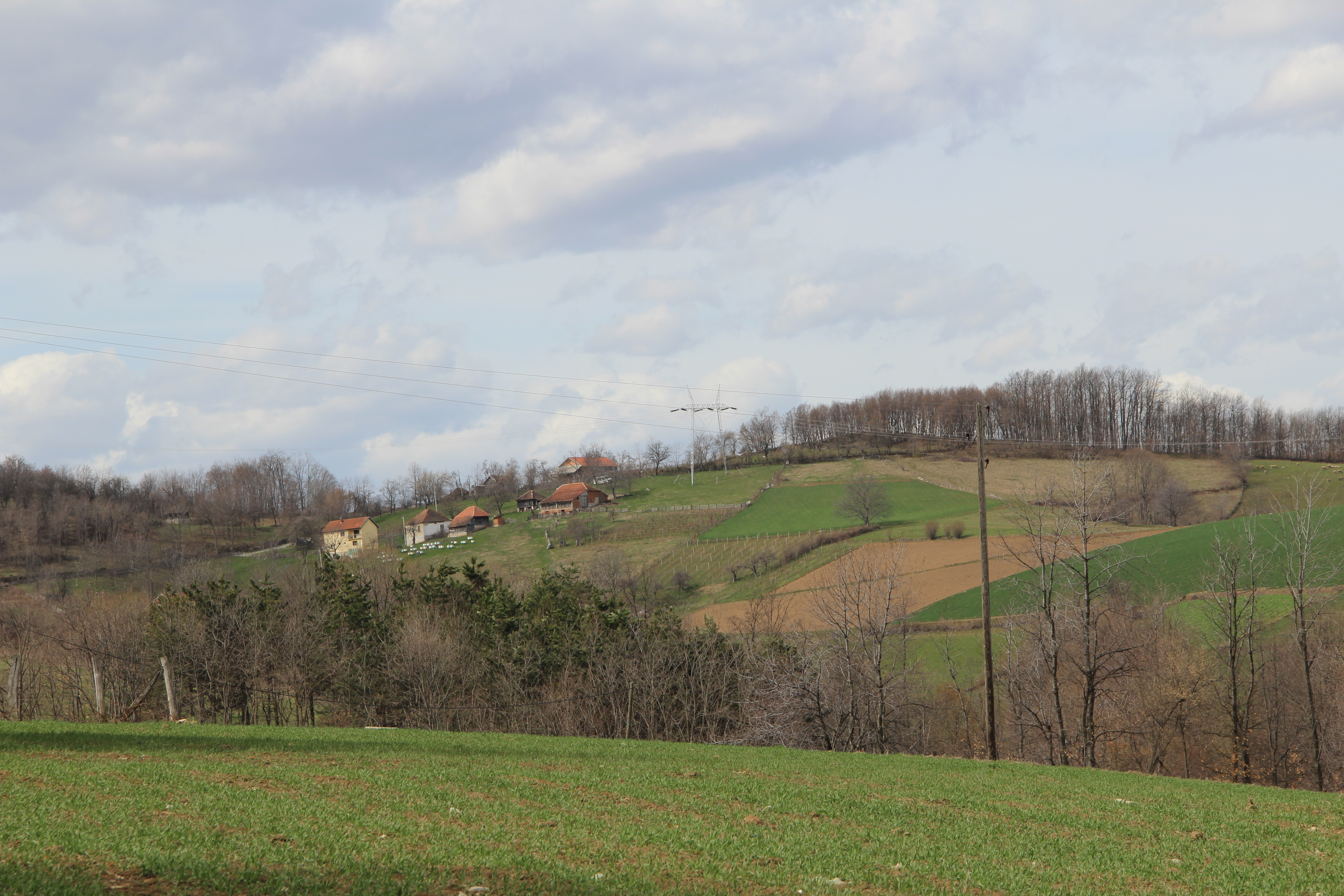
Gornje Leskovice - Panorama
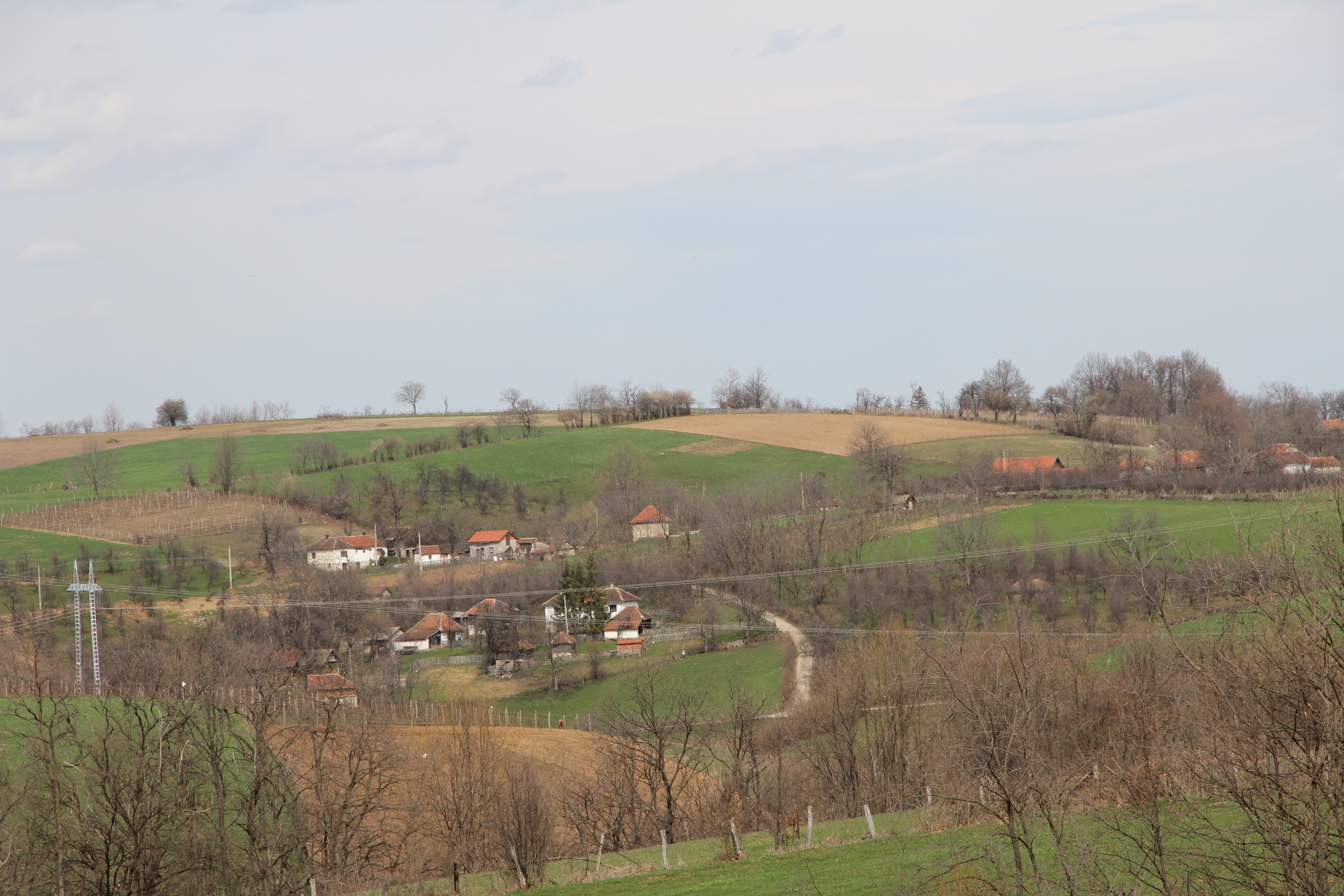
Gornje Leskovice - Panorama
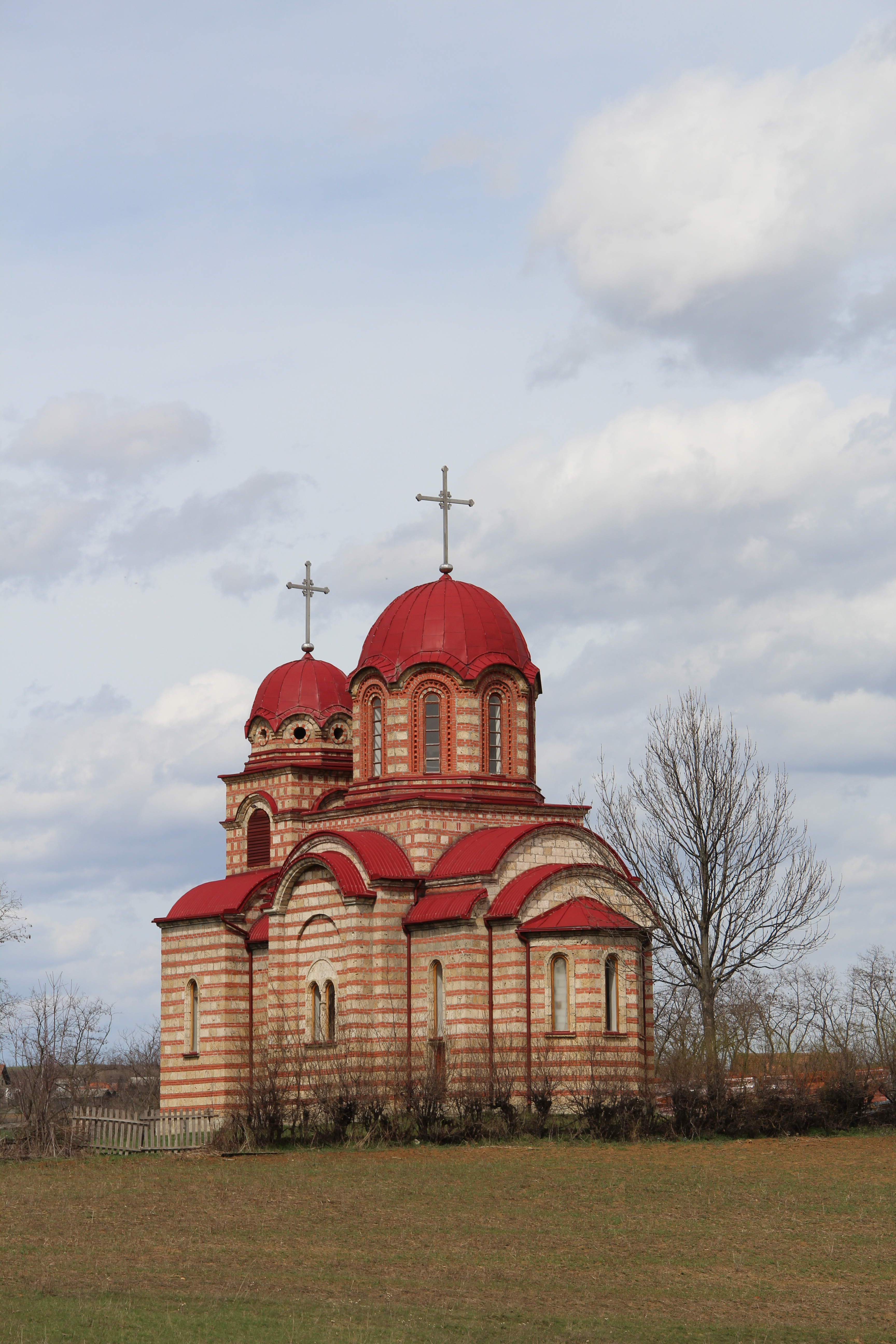
Gornje Leskovice - Church
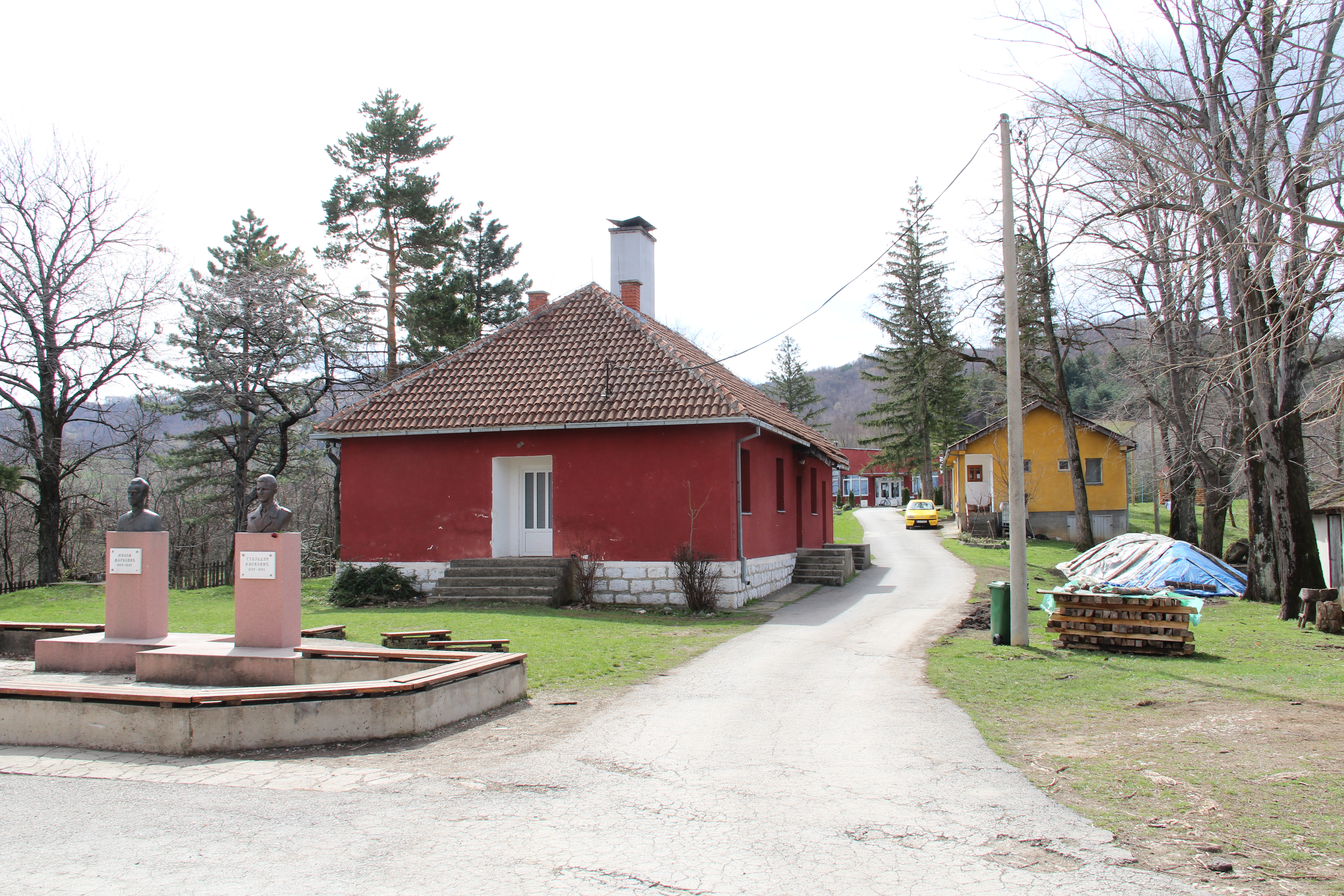
Gornje Leskovice - School
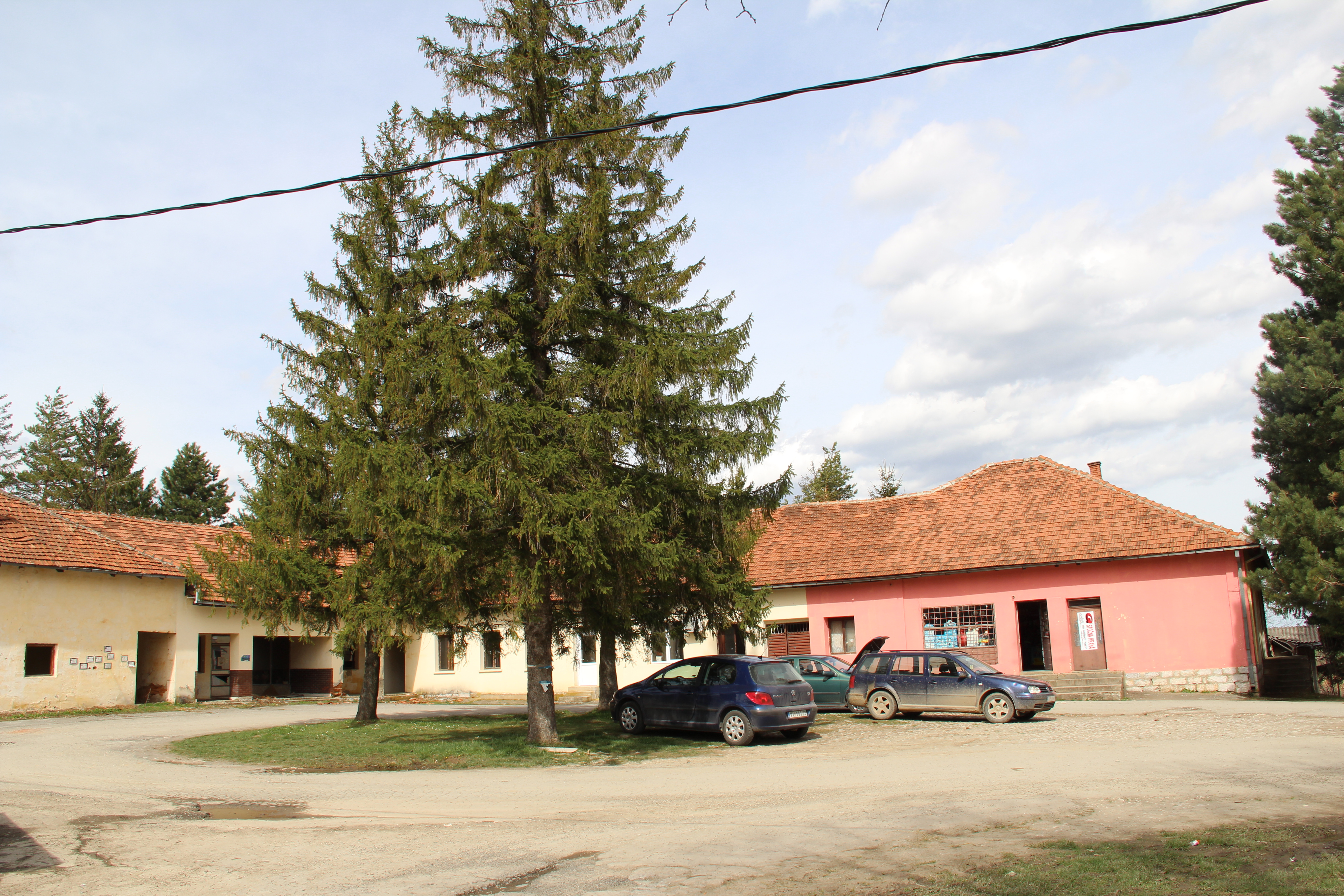
Gornje Leskovice - Centre